# Солонечник
Солоне́чник (лат. Galatella) — род многолетних травянистых растений семейства Астровые (Asteraceae).
Научное название рода образовано как уменьшительное от имени древнегреческой нереиды Галатеи (др.-греч. Γαλάτεια). Первоначально род был назван Galatea, однако позже, название изменили по номенклатурным соображениям.
Многолетние корневищные травы с прямостоящими стеблями, порой ветвящимися у макушки, покрытые сидячими простыми цельными листьями. 
Корзинки мелкие или среднего размера, полу-шаровидной или обратно конусовидный формы, формируют простые или сложные щитовидные соцветия, иногда одиночные.  
Некоторые европейские авторы включают представителей рода Galatella в близкородственный род Астра (Aster s. l.) и помещают их в подрод Aster subg. Galatea.
В отечественной традиции первоначально систематику кавказских видов исследовала Кемулария-Натадзе Л. М. Систематике рода были посвящены монографии Новопокровского И. В., изучавшего среднеазиатские и сибирские популяции рода и описавшего ряд новых видов. 
В последующих публикациях Цвелёва Н. Н. род Galatella отделялся от Aster как самостоятельный. 
Представители рода характеризуются высоким полиморфизмом, на стыке ареалов видов отмечается появление переходных форм.
К роду относят более 30 видов.
Некоторые виды:
- Galatella angustissima (Tausch) Novopokr. — Солонечник узколистный
- Galatella divaricata (Fisch. ex M.Bieb.) Novopokr. — Солонечник растопыренный
- Galatella linosyris (L.) Rchb.f. — Солонечник обыкновенный
- Galatella villosa (L.) Rchb.f. — Солонечник мохнатый